# William Cullen

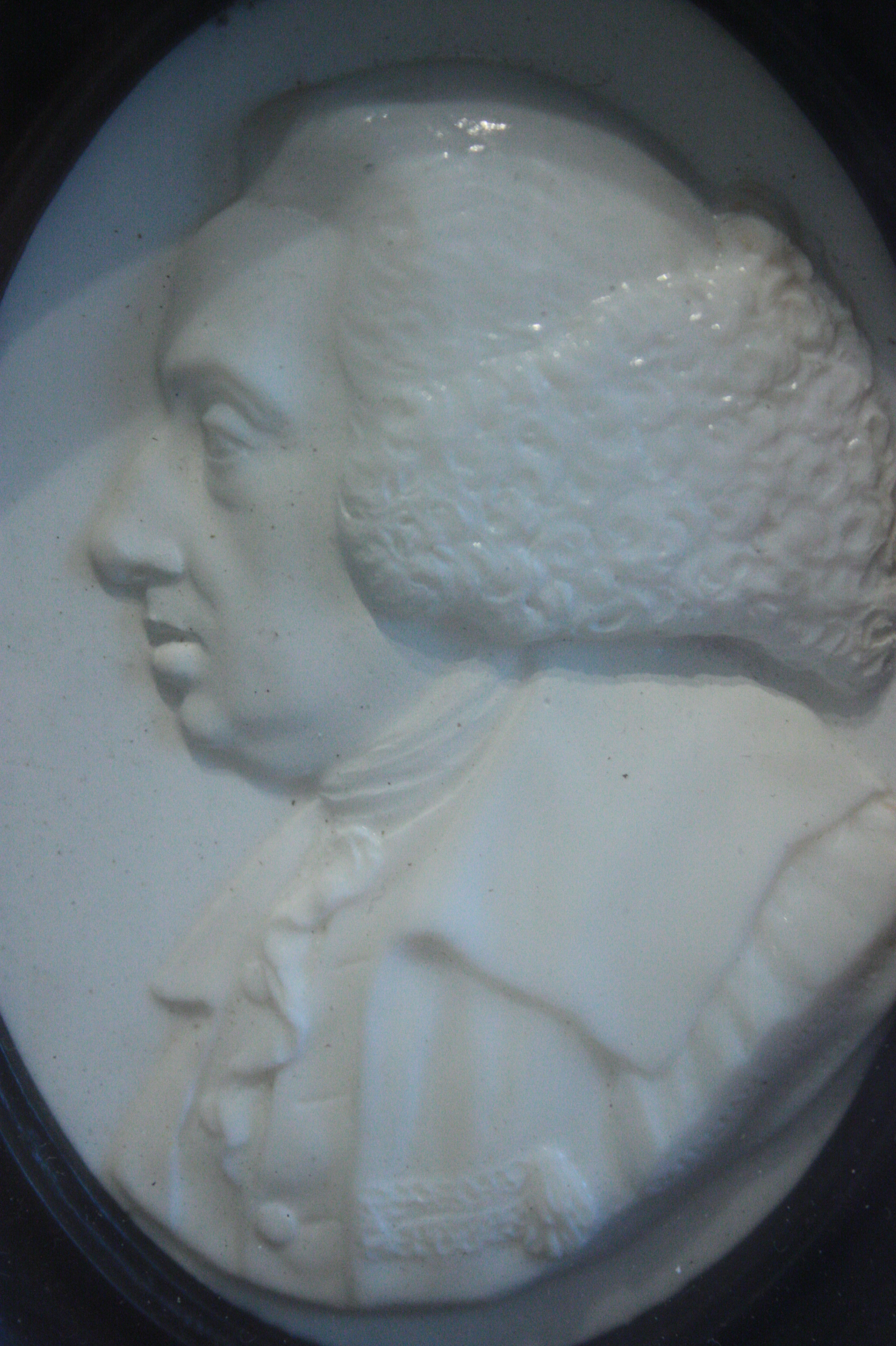
Cameo de William Cullen (primer pla), Museu Hunterian, Glasgow

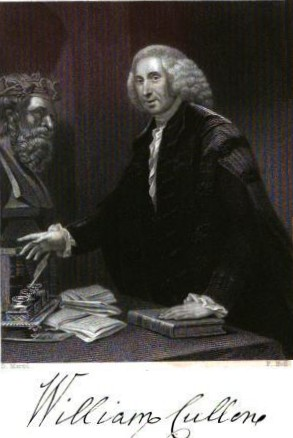
William Cullen

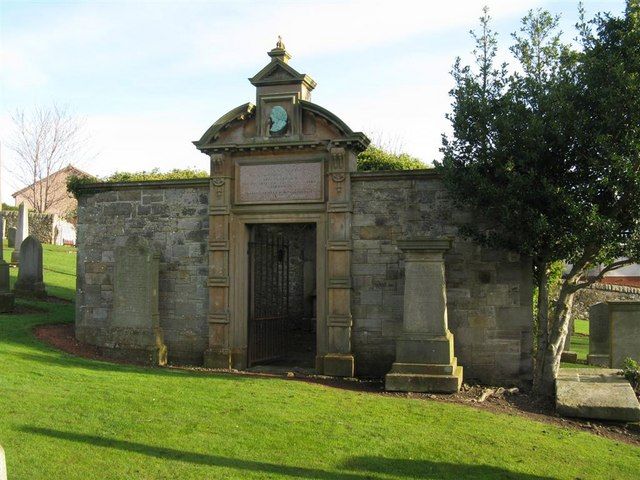
Recinte d'enterrament de William i Robert Cullen a Kirknewton

William Cullen FRS FRSE FRCPE FPSG (Hamilton, Lanarkshire, 15 d'abril de 1710 - Edimburg, 5 de febrer de 1790) va ser un metge, químic i agrònom escocès i un dels professors més importants de l'Edinburgh Medical School durant el seu apogeu com el principal centre d'educació mèdica en el món de parla anglesa. Va encunyar la paraula neurosi, terme que va utilitzar per primera vegada el 1769.
Cullen també era una figura central de la Il·lustració escocesa. Va ser el metge i amic de David Hume, i en termes íntims, amb Adam Smith, Lord Kames (amb qui va parlar sobre aspectes teòrics i pràctics de la ramaderia), Joseph Black, John Millar i Adam Ferguson, entre d'altres.
Va ser president del Royal College of Physicians and Surgeons of Glasgow (1746-47), president del Royal College of Physicians of Edinburgh (1773-1775) i primer metge del rei a Escòcia (1773-1790). També va ser, per cert, un dels principals impulsors en obtenir una carta reial per a la Societat Filosòfica d'Edimburg, que va donar lloc a la formació de la Royal Society of Edinburgh el 1783.
Cullen era un professor estimat, i molts dels seus estudiants es van convertir en figures influents per dret propi. Els seus estudiants més coneguts, molts dels quals van continuar mantenint -se en contacte amb ell durant la seva llarga vida (inclòs a Joseph Black, que es va convertir en el seu col·lega), Benjamin Rush, figura central en la fundació dels Estats Units d'Amèrica; John Morgan, que va fundar la primera escola mèdica a les colònies americanes (l'Escola Mèdica del College of Philadelphia); William Withering, el descobridor de la digitalis; Sir Gilbert Blane, reformador mèdic de la Royal Navy; i John Coakley Lettsom, el filantrop i fundador de la Medical Society of London.
Cal esmentar especialment a l'estudiant convertit de Cullen en oponent, John Brown, que va desenvolupar el sistema mèdic conegut com a brownianisme, que rivalitzava amb el de Cullen. Això va tenir una gran influència, especialment a Itàlia i Alemanya, a finals del segle xviii i principis del segle xix.
Cullen també va ser un autor reeixit. Va publicar una sèrie de llibres de text mèdics, principalment per a l'ús dels seus estudiants, encara que també eren populars a tot Europa i també a les colònies americanes. La seva obra més coneguda va ser First Lines of the Practice of Physic, que es va publicar en una sèrie d'edicions entre 1777 i 1784.